# イースIV The Dawn of Ys
『イースIV The Dawn of Ys』（イースフォー ザドーンオブイース）とは、日本ファルコムのアクションRPGシリーズである〈イースシリーズ〉第4作となるコンピュータゲームの1つ。1993年（平成5年）12月22日にPCエンジン (PCE) SUPER CD-ROM2用ソフトとして発売された。
ファルコムの原案を元にハドソンが開発した『イースIV』のオリジナル作品の1つであり、同時期に同原案から開発された『IV』のオリジナル作品としてはトンキンハウスによる『イースIV MASK OF THE SUN』（スーパーファミコン）がある。
本稿ではゲーム作品『イースIV The Dawn of Ys』に関する記述を中心とし、シリーズや『イースIV』の全体像については原則として扱わない。これらの詳細についてはイースシリーズおよびイースIVを参照。

## 概要
ファルコムの原案を元に、PCE版『イースI・II』・『イースIII』を開発・発売したハドソンが開発・発売した『イースIV』オリジナル作品の1つ。
『IV』開発の発端であり（詳細はイースIV#開発経緯を参照）、ハドソンとファルコムが密に連絡を取り合って開発が進められたことから、発売当時はこちらが『イースIV』の正史という扱いであった。しかし2003年（平成15年）に発売された『イースVI ナピシュテムの匣』開発時に行われたシリーズ設定総括後の公式設定では、SFC版を正史として本作をアナザーストーリーと位置づけている。
本作はPCE版『I・II』の続編として制作されているため、サラが生存している、フィーナとレアが再登場する、ダルク＝ファクトの設定などといった、オリジナルの『I』・『II』の設定とは矛盾が見られる。エンドロール後、ドギの故郷フェルガナ地方（『イースIII』の舞台）への上陸を目前とするところで締めくくられている。
2011年（平成23年）7月6日よりPlayStation 3とPlayStation Portable向けのゲームアーカイブスにおいてエミュレート版が配信されている。

## 開発スタッフ
- 制作 / 総指揮：工藤裕司
- 原案：加藤正幸（日本ファルコム）、ファルコム・イース・プロジェクト
- シナリオアレンジ：長山豊、伊藤丈夫
- 脚本：伊藤丈夫
- 作曲：Falcom Sound Team J.D.K.
- 編曲：米光亮
- 音響監督：渡辺淳
- プログラム：杉本悟、蛯名寿昌、芳賀孝宏、安部利也、小林勲
- デザインチーフ：松田泰一
- ビジュアル監修：松田泰一、土江達也
- キャラクターデザイン：宝谷幸稔
- 原画監修：芦田豊雄
- 作画監督：竹内浩志
- 総監督：松永智史

## ゲームシステム
基本システムは『II』のシステムをほぼそのまま継承しているクォータービューのARPG。追加システムとしては伝書鳩と調合が上げられる。また斜め移動が可能となっている。

### 画面構成
基本的には『II』と同じだが、画面下部に最大HP・MPは表示されず、現在のHP、現在のMP、現在までの取得EXP（次のレベルアップに必要なEXPと切換え可）、ゴールドの各数値と、プレーヤーと敵のHPをしめす棒グラフが表示される。サブ画面としてメニューよりEQUIP・ITEM・STATUSを見る事が出来る。

### 攻撃
『II』と同様。体当たり攻撃（「半キャラずらし」も健在）と魔法（ファイアー / フリーズ）による間接攻撃。

### 回復
前作同様、フィールド上およびダンジョン内での特定のマップで立ち止まっていると徐々にHPが回復し、「HEAL RING」を装備する事によってダンジョン内でも回復も可能となる。また「薬草」等のアイテムを使うことにより瞬時に回復できる。
MPは「RING OF LODA」を装備する事によってHPと同じ様に徐々に回復する様になるが、スピードは非常に遅い。また「ロダの実」等のアイテムによって瞬時に回復できる。

### 装備品
『II』と同じSWORD、ARMOR、SHIELD、MAGICに加え、『II』では廃止されていたRINGが復活。メニュー内のEQUIPで装備できる。
- SWORD：剣。装備するとSTRが上がる。
  - PUGIO
  - LONG SWORD
  - BROAD SWORD
  - GRADIUS
  - FRAME SWORD
  - CLELIA SWORD
- ARMOR：鎧。装備するとDEFが上がる。
  - CHAIN MAIL
  - PLATE MAIL
  - LORICA
  - REFLEX
  - BATTLE ARMOR
  - CLELIA ARMOR
- SHIELD：盾。装備するとDEFが上がる。
  - PALMA
  - BACKLER
  - LARGE SHIELD
  - TOWER SHIELD
  - BATTLE SHIELD
  - CLELIA SHIELD
- MAGIC：魔法の宿った杖。装備すると、MPを消費する事により、魔法が使えるようになる。『II』で「イースの魔法」は滅んでしまったが、今回の冒険ではレファンス公と五忠臣から魔法を授かることになる。攻撃魔法（ファイアー/フリーズ）は溜め撃ちが可能、レファンス廟でのイベント後は更に強化された溜め撃ちが使用できる。ただし、ゲームの取り扱い説明書には溜め撃ちについての説明は無く、溜め撃ちを使う（知っている）かによって難易度が大きく変わるボスキャラもいる。
  - ファイアーの魔法 - 火球を放つことにより、敵への攻撃などが出来るようになる。五忠臣スラノの魔法。
  - アルターの魔法 - 聖獣ルーの姿に変身し、人外の者と話したり、水中を泳いで移動する事が出来るようになる。五忠臣タリムの魔法。
  - ワープの魔法 - 一度訪れた村などにワープする事が出来るようになる。五忠臣ミーユの魔法。
  - フリーズの魔法 - 氷球を放つことにより、雑魚敵を氷漬けに出来るようになる。敵が凍っている間は接触すれば砕いて一撃で倒せる。五忠臣ラディーの魔法。
  - シーカーの魔法 - 見えていなかった物が見えるようになる。五忠臣トリエの魔法。
  - シールドの魔法 - 光のオーラが身体を包み、一切の攻撃を受け付けなくなる。レファンス公の魔法。
- RING：指輪。装備すると種類に応じた特殊効果が得られる。
  - POWER RING - 攻撃力が2倍に。
  - SHIELD RING - 防御力が2倍に。
  - TIMER RING - 敵の動きが鈍くなる。
  - HEAL RING - ダンジョン内でもフィールド上と同じようにHP回復が可能に。
  - RING OF LODA - MPが徐々に回復。回復スピードは非常に遅いが、HEAL RINGとは異なり移動中でも効果が現れる。
  - MAGIC RING - 魔法での攻撃力が上昇。

### アイテム
メニューのITEM画面にて装備可能。
- 薬草 - 使用すると瞬時にHPが全快する。
- ロダの実 - 使用すると瞬時にMPが全快する。
- 風のフルート - 伝書鳩が呼べる。
- ルビー - 換金アイテム。
- 鉱山の鍵 - 鉱山に入れる様になる。
- ヨルムの根 - 神界の五元素の一つ。
- バトゥの灰 - 神界の五元素の一つ。
- キビエの粉 - 神界の五元素の一つ。
- ヒホフの葉 - 神界の五元素の一つ。
- レーヴァの皮 - 神界の五元素の一つ。
- ブラックポーション - 爆発を起こす。

etc.

### 調合
錬金術師バンジョーの元に神界の五元素を持っていくと調合し、組み合わせに応じたポーション類を作ってくれる。

### 伝書鳩
風のフルートを使う事により伝書鳩が飛んできて、冒険のヒントとなるカーナの伝言やアイテムを持ってきてくれる。

### セーブ
システムの変更はなく、ボス戦中以外であればフィールド、ダンジョンを問わず通常どこでもセーブする事ができる。
ただし、白銀の要塞内などの一部でセーブできない場所がある。

## 登場人物

### 主人公
アドル・クリスティン
シリーズ通しての主人公。燃えるような赤毛を持つ冒険者。17～18歳。ミネアの占い師サラによりセルセタへと導かれる。

### セルセタの人物
カーナ
声 - 冬馬由美
本作のヒロインの一人。セルセタに住む活発な少女で、魔物や兵士を撃退できる実力者。火の村アリエダの樹海警備隊長。
リーザ
声 - 白鳥由里
本作のヒロインの一人。エルディールの世話係であり、聖域に立ち入ることを許されている少女。エルディールに想いを寄せており、彼の異変に気付き苦悩している。大地の村ラパロの住人。
エルディール
声 - 池田秀一
有翼人の最後の生き残り。かつての有翼人の栄光に憧れ、闇の一族の誘いに乗って古代文明を復活させる。
レムノス
声 - 広中雅志
カーナと同じ村に住んでいる青年。失踪中。闇の一族に魔物にされており、両機種において最初に戦うボスキャラ。
レファンス
声 - 鈴置洋孝
かつて五忠臣と共に殺戮王アレムと戦い、セルセタの危機を救った英雄。
五忠臣
レファンスに仕え、共にセルセタの危機を救った英雄達。スラノ、タリム、ミーユ、ラディー、トリエの5人。
三賢者
大樹ロダのラメス、ヴェヌスの廃村のエンゾ、聖母の洞窟のアリア（声 - 江森浩子）の3人。セルセタの危機を救うべく選ばれた人間に、セルセタの古代史を語る役目を持つ。
ティム
声 - 川島千代子
水の村リブラで、祖父のジェフ（声 - 掛川裕彦）との2人で暮らす活発な少年。物語中盤において、魔物に捕まったり奇病に冒されたりとアドルの手を煩わせる。

### 闇の一族
グルーダ
声 - 矢尾一樹
闇の一族。3人組のリーダー。野望の為にロムン帝国とエルディールを利用する。
バミー
声 - 滝沢久美子
闇の一族。3人組の紅一点。様々な物質を魔物に変える力を持つ。
ガディス
声 - 玄田哲章
闇の一族。3人組の大男。戦いを楽しむ戦闘狂。
アレム
声 - 大塚周夫
闇の一族の始祖であり、かつてセルセタを武力で統一し殺戮王とよばれた男。グルーダによって太陽の仮面の力で復活する。ラスボス。
第7の魔法エルドランで強化されたクレリア装備（別名エルドラン装備）と五忠臣の力が込められた月の仮面を身に着けなければ彼とまともに戦う事はできない。

### エステリアの人物
フレア・ラル
声 - 戸谷公次
『II』から登場。ランスの村の医者。薬の原料を求めセルセタに渡っている。
リリア
声 - 鶴ひろみ
ランスの村に住む少女。『II』のヒロイン。アドルがエステリアに帰った際に再会する。
ドギ
声 - 屋良有作
『I』から登場。アドルの相棒。アドルを心配しセルセタへ渡る。
サラ・トバ
『I』から登場。ミネアの町に住む占い師。エステリアに戻ったアドルにセルセタの異変を告げる。
ゴーバン・トバ
声 - 郷里大輔
『I』から登場。元盗賊でドギはそのときの子分だが本作では取引所を開業している。
キース・ファクト
声 - 堀秀行
『II』から登場。ガディスに再び魔物にされ、ダームの塔でアドルと戦う。
フィーナ
声 - 渡辺菜生子
イースの女神の1人。
レア
声 - 萩森侚子
イースの女神の1人。

### その他
デュレン
声 - 石丸博也
情報屋。元闇の一族でグルーダ達との因縁が明らかとなる。
レオ
声 - 青野武
ロムン帝国の部隊長。闇の一族と手を組み、セルセタの黄金郷を探している。蘇った古代都市を黄金郷と勘違いして乗り込み罠にかかり命を落とす。
ゲーム中、条件を満たす事で手に入るロムン帝国皇帝から授けられたという彼の装備一式は「レオ装備」と呼ばれ実質最強である。
ジーク・ファクト
古代セルセタに現れた魔導師。月の仮面を奪い、古代セルセタを滅亡に陥れる。その後、月の仮面と共にエステリアに渡り、古代イース王国も滅亡させた。仮面の力で700年間生きながらえ「ダルク＝ファクト」と名乗るようになる。
この他、「ダーム」と「物言う石」の声を銀河万丈が担当している。